# 八咫烏シリーズ
八咫烏シリーズ（やたがらすシリーズ）は、阿部智里による日本の小説シリーズ。2012年6月より文藝春秋にて刊行され、2018年6月に『コミックDAYS』でコミカライズされた。2024年10月時点でシリーズ累計発行部数は230万部を突破している。

## 概要
「八咫烏シリーズ」は、『烏に単は似合わない』から始まる和風ファンタジー小説シリーズである。第6巻『弥栄の烏』発表をもって第一部が完結した。なお、阿部は『烏に単は似合わない』で、早稲田大学在学中に松本清張賞を史上最年少で受賞している。2020年9月3日には『楽園の烏』を刊行し第二部が開始した。2018年には松崎夏未作画の漫画『烏に単は似合わない』が『コミックDAYS』（講談社）に連載。2020年8月25日発売の『イブニング』（同）18号より、第二作『烏は主を選ばない』が連載開始し、『コミックDAYS』に移籍して2021年11月5日より連載開始。
2024年4月から9月まで、シリーズ2作目である『烏は主を選ばない』のタイトルでテレビアニメ化が行われた。

## 世界観
人の姿に転身できる八咫烏（やたがらす）を中心として物語が進行する。彼らは人間界とは隔絶された山の中に創られた山内（やまうち）と呼ばれる世界に住み、人間同様の暮らしを営んでいる。そこは平安朝を彷彿とさせる世界で、八咫烏の長である金烏（きんう）を中心とする朝廷が民を統治する。八咫烏たちは各所に寺院や神社を建て、山内を開いたとされる神・山神を信仰する。

## あらすじ
『烏に単は似合わない』
人間の代わりに八咫烏の一族が支配する異世界「山内」 で次代の長である若宮・奈月彦の后選びが始まった。四領を治める四大貴族から送り出された四人の姫が桜花宮に登殿する。
四家の政治的思惑と期待、あるいは個人の想いを背負い、姫たちは若宮の寵愛を得るために駆け引きを繰り広げるが、肝心の若宮は一向に姿を現さない。そればかりか、送られてきたはずの文の消失、着物の盗難騒ぎ、女房の転落死、謎の侵入者の出現と、立て続けに事件が発生し、桜花宮は不穏な空気に包まれていく。桜花宮で一体何が起こっているのか、そして最後に若宮から選ばれる姫は誰なのか。
『烏は主を選ばない』
北領に住む地方貴族の次男坊・雪哉は、家督争いを避けるため、ぼんくらを演じる日々を送っていた。どこか鬱屈したものを抱えながら、愛する家族との平和な未来を願っていたが、ある事件を切っ掛けに明鏡院院主・長束から若宮の側仕えとして推薦され、家族の後押しもあって中央へと向かう。
雪哉を待っていた若宮は傍若無人で人使いの荒い問題だらけの八咫烏だった。しかし、雪哉は若宮と行動を共にするうちに、宮中の大部分から命を狙われている若宮の窮状を理解する。若宮自身から雪哉の人柄と能力を見込んで味方になって欲しいと頼み込まれ、雪哉は一年の期限を条件に若宮と共に敵対勢力の内情を探ることを了承する。
『黄金の烏』〜
一年間の側仕えの仕事を終えた雪哉は、若宮の腹心となる道を断ち、故郷の垂水郷に帰って変わらない日々を送っていた。宮中での駆け引きも落ち着いたように見えた一方、山内では八咫烏を狂わせる謎の薬の流通や、人間に転身できる猿たちが出没し北領の八咫烏の村を襲って喰い殺すなど、異常な事件が多発していく。調査を始めた若宮と垂水の危機を見過ごせない雪哉は目的の一致から再び行動を共にすることになる。
一連の騒動を通して、雪哉は山内という異世界自体が徐々に消滅していることや、猿が関わっている山内の起源に対する謎、真の金烏が課せられた使命を知り、困難の多い現状の中、山内を守るために若宮に忠誠を誓うことを決める。そして、最初の一歩として若宮側の戦力を補強するべく、山内衆の養成所である勁草院へと赴いた。
容赦なく襲い来る猿の脅威、避けられない山内全体の崩壊、水面下で進められる貴族たちの謀略、雪哉たちに多くの苦難が振りかかっていく。

## 主な登場人物
声の項はテレビアニメ版の声優。

### 主人公
雪哉（ゆきや）
声 - 田村睦心
本シリーズの主人公の一人。北領の地方貴族である垂氷郷郷長家の次男で、北家当主の二の姫である冬木の一人息子。そのため、北本家内部では次期北家当主とその嫡男に続いて第4の位を持つ。
家督争いを避けるため、周りからは盆暗だと思われるように振る舞っているが、家族や故郷のためなら隠している能力である腕っぷしの強さや計算高いまでの賢さを見せる。身内以外の者を利用したり、切り捨てることに躊躇いがない反面、そうした自身の冷徹さを嫌悪してもいる。
故郷垂氷郷にて故郷に尽くして生きることを望んでいたが、山内の平和を守るため、奈月彦に忠誠を誓う。奈月彦の懐刀として功績を挙げていく一方、八咫烏と敵対する猿との戦いや親しい者との死別、貴族たちとの謀略戦を経験するうちに感情を表に出すことが少なくなり、やり方が苛烈になるに従い周囲との軋轢が生まれていくことになる。
奈月彦（なづきひこ）
声 - 入野自由、川井田夏海（子ども）
若宮・日嗣の御子で「真の金烏」である。金烏代捺美彦と側室十六夜の息子。
母系である美男美女の多い西家の血を引く貴公子然とした顔立ちだが、掴み所のない達観した雰囲気の持ち主。
「真の金烏」であるが故の博愛心を持つ一方、当初は自らの感情を正しく把握する術がなかった。宮中に敵が多く、絶えず命を狙われている政治状況もあって表向きは女心に頓着しない態度を示している。また、本来持つべき「真の金烏」としての記憶が不完全であることから、物語が進むにつれて様々な板挟みに苛まれていくことになる。結婚するまでは外界（人間界）の天狗の下へ留学していた。
夕蝉の謀略（実際は東家と南家が仕組んでいた）により実妹の藤波に刺されて重傷を負い、その場からは逃げ延びるも、辿り着いた浜木綿の元で息を引き取った。

### 宗家の人々
浜木綿（はまゆう）
声 - 七海ひろき
奈月彦の正室「桜の君」。奈月彦の幼馴染であり、彼のことを想っている。真名は墨子。同族内の政権争いに敗れたかつての南家当主の娘で、叔父にあたる当主の養女となった一の姫。
女性にしては背が高く、豊かな胸と腰回りの見事な姿態をしているが、性格や振る舞いには婀娜っぽさがない美人。男勝りな口調で話す、さっぱりとした気性の持ち主。
登殿時には南家として「夏の殿」に入るが、南家からは奈月彦を誘き出すための捨て駒として扱われており、彼の身を守るために敢えて妃として相応しくない振る舞いをしていた。最終的に「元南家」として入内する。
紫苑の宮（しおんのみや）
奈月彦と浜木綿の娘。内親王。
猿との大戦後に生まれた可愛らしい姫で、周囲から愛されている。
年に似合わない聡明さを持ち、奈月彦からは自分よりも統治者に向いていると評された。雪哉にとても懐いており、彼からも幸せを願われている。
長束（なつか）
声 - 日野聡
若宮の腹違いの兄で捺美彦の長子。母親は正室の夕蝉。気品のある顔立ちをした美丈夫。
聡明な人柄と所生と長幼から皇位継承の筆頭だったが、先代金烏の祖父と白烏による奈月彦に対する「真の金烏」認定が出た際に出家しており、明鏡院院主として表向きは弟と対立しつつ、実際の兄弟仲は良い。宗家として奈月彦を擁立するべく、自分の元に集った長束派の情報を弟に流すことで後押ししていた。
誠実な性格で、祖父からの教育による宗家としての高い意識を持つ。一方で生粋の貴人であるが故の価値観の偏りや詰めの甘さから空回りしてしまう未熟な面もある。
夕蝉（ゆうぜみ）
声 - 田中敦子
金烏代・捺美彦の皇后で長束の生母。南家出身者で浜木綿の叔母。長束の金烏即位を望んでおり、常に奈月彦の謀殺を狙っている。真名は高子だが、作中では主に尊称として大紫の御前（おおむらさき の おまえ）と呼ばれている。
身内同士で喰い合う南家の中で、唯一弟の融に自分の境遇を重ねて懸想しており、長束の金烏即位を企むのも、融を黄烏の地位に就けたいがため。
藤波を囮にした奈月彦の暗殺計画を実行するが、暗殺後に裏切った滝本に告発され、弟の融に見放された末に処刑された。実際は南家と東家が裏でお膳立てをしており、夕蝉を蜥蜴の尻尾にすることで、息子である長束の金烏即位の資格を奪い、その地位に凪彦を就ける算段であった。
藤波の宮（ふじなみのみや）
声 - 青山吉能
奈月彦の同母妹。内親王。容姿は凡庸で、漫画版では父親に似た容貌に描かれている。
「羽母」である東家の浮雲の君から養育されていた影響から、その娘のあせびの君とは姉妹同然の間柄。実兄の奈月彦に叶わぬ恋情を抱いていたため、せめて姉と呼び親しむあせびが「桜の君」になることを願って肩入れしている。
幼い性格で、立場を利用して奈月彦からの文を隠匿し、あせびから早桃を追い出すよう頼まれた結果、意図しない形で早桃を転落死させてしまう。
その後は罰として尼寺に送られるも、心身を壊していき、最終的に夕蝉と裏で糸を引いていた東家と南家による奈月彦の暗殺計画に利用され、自ら兄を手に掛けた上で自害する道を選んだ。
早桃（さもも）
声 - 依田菜津
宗家の藤波の女房。夏殿に配属となってからは、浜木綿の女房として仕える。
藤波を通してあせびと親しくなるが、次第にあせびの行動に疑念を抱き始め、秋殿の着物を盗難した容疑を掛けられた挙句、転落死させられる。
滝本（たきもと）
声 - 清水はる香
藤波の筆頭女房。女武者集団・藤宮連を束ねている。
自分が養育してきた藤波に情を抱いているが、藤波は浮雲に懐いてしまい、お互いに歩み寄れなかった結果、信頼関係を結べなかった。
松韻（しょういん）
声 - 森なな子
捺美彦の秘書官である落女。夕蝉に忠誠を誓っている。
谷間出身だが、書に興味を持ち得意としたことから藤宮連の者の目に留まり、自らの希望もあって落女として働くことを選んだ。
捺美彦（なつみひこ）
声 - 加瀬康之
金烏代で登場時は今上で、譲位してからは上皇。長束と奈月彦、藤波の宮の父親で、大紫の御前（夕蝉）と十六夜の夫。
兄たちが謀殺されたことで金烏代の地位に就けられたが、本人の為政者としての素養は低く、周囲から傀儡として扱われている。
浮雲に好意を寄せていたが、強引に夕蝉と関係を持たされた経緯がある。その際に滝本に見捨てられ、周囲を夕蝉や南家の手の者に囲まれていることもあって、配下を信用せず、引き篭もるようになる。
十六夜（いざよい）
奈月彦と藤波の宮の母親。
前南家当主の策略で死んだとされているが、実際のところは浮雲が関わっていた説が浮上している。

### 東家の人々
あせび
声 - 本泉莉奈
東家当主の二の姫。側室の子で東家一族でも珍しい茶色の巻き髪に同色の瞳をもつ可愛らしい姫で、登殿時には「春の殿」に入る。
腹違いの姉、双葉に代わり登殿するも、大貴族に相応しい教養はおろか世俗の常識にも欠け、後宮では物笑いの対象となる。
母親はかつて東家代表として登殿した浮雲。楽人の多い東家でも弾くのが難しいとされる長琴(なごん)の名手。幼い頃に若宮と出会った事があり、その頃から思いを寄せている。
どんな時であっても無垢な態度を崩さないが、その実は物事を己にとって都合のいい形でしか解釈できない思考の持ち主。あせびに好意を抱いた者は彼女の利益になるように動かされた結果、破滅していく傾向にある。
奈月彦への入内が叶わなかった後、奈月彦の父にあたる捺美彦との間に一子（凪彦）をもうけ、夕蝉亡き後の大紫の御前となる。
うこぎ
声 - 宮寺智子
あせびの女房。かつては浮雲に仕えており、あせびに彼女の姿を重ねている。
若宮にあせびの本性を聞かされた後も変わらず彼女に心酔している様子を見せる。
浮雲（うきぐも）
あせびの母親。あせびと似た顔立ちで美しい黒髪が特徴。花見中に茶色の髪をした下男に刺殺される。
今上陛下と恋仲にあったとされるが、真相は闇の中。
娘のあせびと同じく、長琴の名手。
遥人（はるひと）
声 -家中宏
東家当主。あせびの父親だが、あせびは実の子ではない。あせびを病弱と偽って別邸に軟禁し、満足な教育を受けさせていないのが実態。
周囲から腹黒と称されており、政治の場でものらりくらりと議論を交わし、最終的に自分の得になる位置に必ずいる。
形勢によって味方陣営を平気で裏切るため、東家は味方に引き入れた方が厄介と評される理由の筆頭。
青嗣（あおつぐ）
現東家当主。遥人の息子で、双葉の兄。
父親とは違った政治のやり方をしたいと考えている。当主の地位に就いた後、紫苑の宮を支持しながらも、裏で南家と手を組んで奈月彦の暗殺計画を進めていた。奈月彦の死後、雪哉に取り入ろうとしたが、その変貌ぶりを目にして危険視する。
双葉 （ふたば）
声 - 大井麻利衣
あせびの腹違いの姉。登殿するために育てられてきたが、病により"あばた"ができてしまったため登殿辞退となった。実はあせびが原因の出来事で登殿出来なくなっていた。

### 西家の人々
真赭の薄（ますほ の すすき）
声 - 福原綾香
西家一の姫。若宮の母である十六夜と父親が兄妹のため、若宮とは従姉弟同士。登殿時には「秋の殿」に入る。
薔薇色の肌と赤味がかった黒髪を持つ、絶世の美女。聡明で勝気だが人情家。幼少時に若宮と交流があり、以来恋心を抱いていたため登殿時には若宮正室になることを望んでいた。しかし、王の后となる器量・才能は認められつつも、成長した奈月彦の人となりを知ったことで恋情を断ち切り、出家をして入内した浜木綿付きの筆頭女房になることを決める。
奈月彦と浜木綿の娘である紫苑の宮の教育係。
澄尾と婚姻する。
菊野（きくの）
声 - 大地葉
真赭の薄に仕える女房。真赭の薄が幼い頃からの付き合いであり、彼女を「愛する主」として敬愛している。
真赭の薄が出家して浜木綿の女房となった後も彼女の右腕として活躍する。
明留（あける）
真赭の薄の実弟。姉弟仲が良く、母親代わりに面倒を見てくれた姉を慕っている。従兄弟の奈月彦とは幼い頃からの顔見知りで、側仕えに就いて早々に奈月彦の計らいにより、勁草院に赴くことになる。
赤みがかった髪に、女性にも見紛う容貌をした美少年。当初は高慢なところがあったが、雪哉、茂丸、千早等の友人と関わるうち、本来の素直さや優しさが見られるようになった。勁草院を辞した後は奈月彦の側近として仕えている。
桜花宮での暗殺事件の際、刺された奈月彦を逃がすための盾になり、追手たちによって惨殺される最期を迎えた。
澄尾（すみお）
声 - 竹内栄治
若宮の護衛筆頭を務める。浅黒く、背は小さいが、剣の腕は素晴らしい。勁草院を首席で卒院し、その実力は確かである。
元は西領出身の山烏。とある縁で奈月彦と出会って以来の幼馴染でもあり、彼から最も信頼されている臣下の一人。気さくで面倒見が良い性格であり、側仕え時代の雪哉とも交流を持っていた。第一部終盤で暴走した山神の攻撃から奈月彦を庇って左手足を失い、以降は義手義足となっている。
真赭の薄に密かに懸想しており、身分の違いに葛藤していたが、紆余曲折の末に彼女と結ばれることになる。
顕（あきら）
声 - 三上哲
現西家当主。真赭の薄、明留、顕彦の父。陽気な性格だが楽観的で、政治手腕は低い。
真赭の薄が出家して以降、彼女に本家へ戻るよう説得していたが、最終的に真赭の薄の意思を尊重して好きに生きることを許した。
顕彦（あきひこ）
真赭の薄、明留の兄。美形であるが、どこか頼りない雰囲気の優男。おっとりとした喋り方で浮世離れした性格をしている。
事情のある者に対して居場所を提供する形で側室入りを提案しており、その結果20人近くの妻がいる。正室は楓の君。
漫画版では雪哉と邂逅する場面が追加されている。

### 南家の人々
浜木綿（はまゆう）
詳細は宗家の人々の浜木綿を参照。
融（とおる）
声 - 咲野俊介
現南家当主。浜木綿を養女にし、撫子の代わりに登殿させる。
実兄である前南家当主が処刑されたことで成り上がった経歴がある。自らは権力や地位に固執していないが、必要とあらば身内をも駒として扱う。
撫子（なでしこ）
南家現当主の二の姫。血縁としては浜木綿とは父方の従妹、長束からは母方の従妹にあたる。
南家の思惑で、長束が金烏となった際の正妻として温存されていたが、宿下がりをした浜木綿に代わって「夏の殿」に登殿する。
快活とした性格で、自分を取り巻く政治状況についてあまり理解できていない。
苧麻（からむし）
声 - きそひろこ
浜木綿の女房。浜木綿との仲は険悪で彼女を見下す態度を隠そうともしない。
実際は夕蝉から差し向けられた刺客で、奈月彦の暗殺を狙っていた。
路近（ろこん）
声 - 白熊寛嗣
長束の護衛であり、明鏡院所属の神官。ろこんは、出家後の呼び方で、本名は路近（みちちか）。南家の分家の中でも名家の南橘家に生まれる。筋骨隆々とした威圧感に満ちた大男。
文武ともに優れた素質を持つが、他人への共感能力が低く、その危険性から生家で持て余されていた。主従関係はお互いの利害や欲得で成り立つと認識しており、長束への忠誠の理由もあくまで自分の興味欲を満たすため。一方で自分の中の道理は曲げない男であり、気に入った相手には異常なまでの執着心を示す。
敦房（あつふさ）
声 - 河西健吾
長束の側近。南領・南大宮家出身。不遇であった自分を重用してくれた長束に忠誠を誓いつつも、方針の違いから路近と対立している。実際のところ、その忠義は長束ではなく、自分と長束を引き合わせた夕蝉に向かっている。
奈月彦に長束への温情を乞う振りをして近づき、独断で暗殺しようとしたが、失敗に終わる。捕らえられた後も、自分の行いは長束のためになると信じ続けていた。
公近（きみちか）
本人は路近の弟と信じているが、実は路近と遊女の間に生まれた子。
鼻持ちならない態度をし続け、勁草院でも長束派を自称し、雪哉によって見せしめにされる。
夕虹（ゆうにじ）
浜木綿の母親。現南家当主との政権争いに敗れ、命を落とす。表向きは十六夜を殺した罪で処刑となっていたが、冤罪の可能性があった。
南家の分家の中でも低い位置にいたが、煒に娶られたことで力を持った。
煒（ひかる）
浜木綿の父親で、融、夕蝉の異母兄。現南家当主との政権争いに敗れ、命を落とす。

### 北家の人々
雪哉
詳しくは主人公の雪哉を参照
白珠（しらたま）
声 - 釘宮理恵
北家の三の姫。丁寧に梳った黒髪と透き通る白い肌という武門の家に似つかわしくない美貌の姫。登殿時には「冬の殿」に入る。
北家の庶流貴族と、かつて北家代表として登殿した北家当主一の姫である六つの花の娘で、祖父母の養女となった。以後、若宮の正妻として相応しい養育と期待を受けており、その自覚から登殿の間は積極的に政治的駆け引きを仕掛ける。
実は幼馴染の庭師の青年である一巳と恋仲になっている。桜花宮に侵入して殺された八咫烏を一巳だと誤解し、精神を病んでいくが、後に一巳と再会を果たす。最終的に若宮からの後押しを受けて、一巳と駆け落ちする。
茶の花（ちゃのはな）
声 - 磯辺万沙子
白珠の女房を務める老婆。登殿に悩む白珠を諌めているが、次第に関係が拗れていく。
梓（あずさ）
声 - 竹内恵美子
雪哉の育ての母。雪馬と雪雉を産む。
雪哉の母の冬木付きの女房だった過去を持ち、周りから疎まれがちな彼女の数少ない理解者であった。愛情深い女性で、血の繋がっていない雪哉のことも我が子のように大切に思っている。
雪正（ゆきまさ）
声 - 近藤浩徳
雪哉たち三兄弟の父。冬木、梓との間に子を設ける。
雪哉に冬木の面影を見るため、雪哉と少し距離を置き、ぼんくらと思い込む。
冬木（ふゆき）
雪哉の実母。体が弱く、部屋に篭りがちで、捻くれた性格をしている。その分頭脳が優れて良く、抜け目ない一面を持つ。梓の主人であるが、実際は姉妹のような関係で、彼女には心を開いていた。
雪正に一目惚れするも、素直になれないあまり、相性は悪く、結婚生活はうまくいかなかった。せめて雪正との子が欲しいという願いから雪哉を孕んで梓に託すが、産んだすぐ後に死んでしまう。
雪馬（ゆきま）
声 - 梶原岳人
雪正の長男で雪哉、雪雉の兄。雪哉とは母親が違う。
雪哉が家族のために盆暗を演じていることを察しており、彼の行く末を心配しているが、その心配をうまく汲み取ってもらえない。
雪雉（ゆきち）
声 - 引坂理絵
雪正の三男で雪哉、雪馬の弟。雪馬と同母。
雪馬や梓と同じく、雪哉が本性を隠していることを知った上で慕っている。後に勁草院に入峰し、猿との大戦時には雪哉の指揮下に入っていた。
一巳（かずみ）
声 - 宮崎遊、東内マリ子（子ども）
北家本家に所属する間諜の山烏。姫である白珠の前では庭師として働いており、日常で交流するうちに両想いとなっている。
白珠登殿後は表向きは勁草院に潜入したとされているが、個人的利害から若宮とも通じている。
玄哉（げんや）
声 - 楠見尚己
北家当主。白珠、喜栄、雪哉の祖父。冬木の父。
羽林天軍の将。回りくどいことを好まない、武人らしい性格。堅物である一方、白珠の駆け落ちを許したり、雪哉の立場を気に掛けるなど、身内への情はある。
玄喜（げんき）
喜栄の父親。
喜栄（きえい）
声 - 中村和正
雪哉、白珠の従兄弟。玄喜の息子。雪哉が側仕え候補として宮廷入りした際に、力を貸した。
六つの花（むつのはな）
声 - 渡辺ゆかり
白珠の母親。花街から連れられたお凌の方の娘だが、見目が似ず、入内が叶わなかった。
お凌の方（おりょうのかた）
声 - 定岡小百合
玄哉の妻で、雪哉、喜栄、白珠の祖母。花街出身で、見目の良い子供を産ませるために、北家へと嫁いだ。
市柳（いちりゅう）
声 - 新祐樹
風巻郷出身、郷長の三男坊。
雪哉とは顔見知り。雪哉の逆鱗に触れて叩きのめされた過去があり、後に勁草院にて再会する。
お調子者で口が悪い一方で、情に厚い性格。当初は雪哉を恐れていたが、勁草院での生活を通して関係は改善され、良き先輩として振る舞うようになっていった。

### 勁草院関係
茂丸（しげまる）
雪哉の親友。北領の風巻郷佐座木出身の山烏。
勁草院にて、第三の成績で卒院。奈月彦に使える山内衆。大柄だが温厚な雰囲気の青年で、弟や妹がいる。
人当たりのいい包容力のある性格をしていて、唯一雪哉が心を開ける友人の一人。「茂さん」の愛称で院生たちから親しまれている。勁草院に入学したきっかけは、猿の襲撃によるもので、雪哉と同じく故郷を守りたい思いが強い。
第一部の終盤で暴走した山神の攻撃を受けて死亡する。その喪失は雪哉の心に大きな影を落とすことになった。
千早（ちはや）
南領の南風郷出身。元は小作人であったが、地主による山烏への虐待や横暴に耐えかねて脱走。義理の妹の結を連れて逃げていたところを南橘の公近に拾われる。
勁草院では、剣の腕は素晴らしいものの、協調性のかけらもなく、折り合いが悪かったが、雪哉たちの仲間に引き入れられる。ぶっきらぼうな反面、周囲に対する鋭い洞察力を持つ。
貴族に虐げられた経験から、雪哉と明留を嫌っていたが、結を救われたことを切っ掛けに和解。明留とは最も親しい友人であった。
治真（はるま）
東領の鮎汲郷出身。雪哉の後輩。そばかすが特徴の朴訥とした雰囲気の少年。
身体能力に劣る反面、雪哉と同じく用兵の才能に長ける。勁草院への入峰以前から目を掛け続けてくれた雪哉に心酔しており、周りからは雪哉の舎弟と認識されている。
第二部においても雪哉の配下として付き従い続けている。
尚鶴（しょうかく）
勁草院の院長である、厳格な男性。
金烏代の捺美彦と勁草院との関係構築を目指していたが実を結ぶことはなく、形骸化していく勁草院の現状に忸怩たる思いを抱いている。
清賢（せいけん）
勁草院の院士。礼楽の教科担当。
温和な顔立ちで、院生に対する物腰も穏やかだが、どこか底知れない雰囲気の持ち主。若い頃に右腕を失くして以来の隻腕。
院生は誰もが守られ、学問に勤しむ権利があると信じており、かつて院生であった路近や翠寛の価値観に大きな影響を与えた。
翠寛（すいかん）
勁草院の院士。兵法教官。
眼鏡を掛けた神経質そうな黒髪の男性。院生たちを手玉に取り、手段を選ばない雪哉のことを危険視する。
谷間出身から成り上がった経歴で、かつて仕えていた路近とは因縁がある。院生時代に自身を守るべき院生として扱ってくれた清賢を恩師として尊敬している。

### その他の八咫烏
朔（さく）
声 - 安原義人
「朔王」と呼ばれる地下街の王。鵄の先代。
数十年前に無法地帯であった谷間を改革し、自治権を勝ち取った。
鵄（とび）
声 - 松田健一郎
谷間を纏める親分集の中で頂点に立っている男。
小梅（こうめ）
声 - 宮本侑芽
猿に襲われた村で一人生き残っていた少女。父親の治平が猿の騒動に関わっていたことで雪哉に疑われるが、本人は知らされていなかった。
父親の治平を口では悪く言いながらも慕っている。治平を唆した挙句、見殺しにしたのが母親の初音であると気づき、雪哉たちを告発の場に誘導する。
雪哉に好意を抱いていた節があるが、お互いへの後ろめたさもあり、関係は進展しなかった。

### 人外
椿（つばき）
山神の荒御魂の象徴である少年（和珠は『英雄』の少年にあたる）。百年前の真の金烏であった那律彦が一族を守るために禁門を封印したことから、八咫烏に対する不信を募らせていた。
長年の憎悪の蓄積と御供の女を喰い殺していたために、恐ろしい容貌となっていたが、志帆との交流で美しい姿や理性を取り戻していく。
オオキミ
猿一族の長にあたる黒髪の雌猿。
元は猿の神で、八咫烏の先祖にあたる烏の神と共に山に君臨していた。しかし、烏の神が都からやってきた雷神（後の山神）側につき、山を開け放した結果、それまでの生き方を踏み躙られ人としての生き方を強制される。
鞍替えした烏の神に対する怨みを募らせ、山神に仕えながらも報復の機会を伺っていた。

### 人間界の人々
志帆（しほ）
高校一年生の少女。平凡な容姿を持ち、人に対して優しくありたいと願う。
祐一の策略により、山神の元へ玉依姫として送られる。最初は逃げ出そうとするが、その後に自分の足で神域へと戻り、玉依姫としての自覚を取り戻す。
久乃（ひさの）
志帆の祖母。
かつては山の中で暮らしていたが、その風習を気味悪がり、祐美子を連れて逃げる。その時に祐一を連れて行けなかったため、祐一に対して罪悪感を抱いている。
天狗と協力して志帆を取り戻そうとするが、その途中で、突然の心臓発作で死亡してしまう。
安原はじめ（やすはらはじめ）
たばこやの店主を務めていたが、突如現れた幽霊を名乗る絶世の美女に連れられ、山内の存在について知る。
山の権利を持っている。
谷村潤（たにむらまさる）
大天狗の人間界での名前。八咫烏と取引をする役割を担っている。
奈月彦の外界留学中の面倒を見たり、遺言を受け取るなど、何かと絡みが多い。
祐一（ゆういち）
久乃の一人息子で志帆の伯父。幼い頃に自分を捨てた久乃に強い恨みを持つ。
志帆を騙して、自分の娘を山神に差し出すことから回避する。
祐美子（ゆみこ）
久乃の一人娘で、祐一の妹、志帆の母。

## 用語
山内（やまうち）
八咫烏たちが住まう、山神によって開かれたと伝えられる世界。本シリーズの主な舞台。人間界で「荒山」と呼ばれている山の中にある。山自体はそれほど大きくないが、山内に入ると広大に感じられる。
金烏が住まう中央山を中心とした「中央」と「北領」「東領」「南領」「西領」の四地方に分けられる。中央は金烏が直接統治するが、四領は中央貴族「北家」「東家」「南家」「西家」の四家がそれぞれ治める。
一般の民は外界と山内とを自由に行き来することが出来ないが、外界への正規ルートである朱雀門で、天狗を介しての交易が行われている。塩と鉄は山内における産出がないので全て外界からの持ち込みとなるが、山内の内と外では変質するので実質的に交易できない物品もあり、人間界の武器と家電は山内では著しい劣化や崩壊、故障状態になるため使用できなくなる。
宗家（そうけ）
山内の君主である金烏を輩出する家。金烏や上皇、皇族らを指すが、桜の君は含まれない。中央山を含む「中央」を直接支配する。
四家四領（よんけよんりょう）
初代金烏が4人の子に「中央」を囲む形で方向別に四領を与えたと伝承されており、その子孫の本家が四家として宗家を補佐する上級貴族となる。四家の本家の下に庶流の多数の貴族が所属する。
それぞれに違う役割と特色があり、初代金烏が「一番目の子に花咲く地として東領」、「二番目の子に果実稔る地として南領」、「三番目の子に稲穂稔る地として西領」、「四番目の子に水湧き踊る地として北領」を与えたとされ、その伝え関連の特産があり、また四家にも、外界との出入り口がある南家は「商人の南」、代々の当主が中央鎮護軍を統べる「大将軍」に就く北家は「武人の北」と呼ばれるように、ほかにも「職人の西」、「楽人の東」といった各家毎の得意事がある。

八咫烏（やたがらす）
山内の世界の住人たち。人の形に転身できる三本足の烏。通常は人間と同じ姿で生活を営む。烏の姿を鳥形（ちょうけい）といい、人の姿を人形（じんけい）という。鳥形と人形の身長は同じくらいである。卵として産み落とされ、孵化して暫くのち、人形をとることができるようになる。三本の足のうち一本は山神から賜った神性の象徴とされ、これを切り落とされると人形をとれなくなる。貴族階級では鳥形を人前で見せることは憚られるが、転身すれば長距離を飛行できるため、庶民や軍人は好んで鳥形を取る。これら鳥形を多用する者は、羽衣（うえ）という黒い着物を編む。これは自らの意図で生み出す体の一部と言えるもので、羽衣を身に纏えば裸にならずとも転身可能である。
金烏（きんう）
山内の君主にして宗家の長。作中では「すべての八咫烏の長」「すべての八咫烏の父であり、母である」と説明される。厳密には「真の金烏」と「金烏代」の二種類に分けられる。中央山内部に御所を構える。在位中の金烏は「今上」、「今上帝」や「主上」と称される。敬称は陛下。
真の金烏（しんのきんう）
数十年に一度、宗家の家系に産まれるとされる存在。普通の八咫烏にはない不思議な力を持つと言われている。真の金烏が産まれると、皇位の長子相続制の例外として、必ず金烏に即位する。
金烏代（きんうだい）
真の金烏が産まれるまでの間、金烏の座にある者。宗家の中で長子が皇位を継承する。
上皇（じょうこう）
譲位した金烏の称号。上皇は中央山を出て凌雲山に移り、凌雲院と呼ばれる御所に住む。
赤烏（せきう）
金烏の后。「皇后」とも称される。
大紫の御前（おおむらさきのおまえ）
後宮で大きな権力をもつ女性皇族の尊称。必ずしも赤烏（皇后）が称するとは限らず、金烏の母后が称することもある。
黄烏（こうう）
金烏の補佐。「博陸侯」とも称される。四家と白烏に認められた者しかなることができない。
白烏（はくう）
神事を司る長。宗室典範による審判を行い、「真の金烏」を認定するほか、日嗣の御子の承認もする資格を持つ。
日嗣の御子（ひつぎのみこ）・青烏（せいう）
金烏の皇太子。かつては青烏と呼ばれていた。敬称は殿下。
桜の君（さくらのきみ）
日嗣の御子の正妃（皇太子妃）。四家がそれぞれ推薦した4人の娘から選ばれる。宗家には含まれない。
山神（やまがみ）
山内を創造した神。金烏は山神に対する祭祀を行い、他の八咫烏たちも各所に寺院・神社を建立して崇拝する。
朝廷（ちょうてい）
山内の中央政府。中央山の中央城を本拠地とする。日本の律令体制のような統治機構をもつ。
中央城（ちゅうおうじょう）
中央山にある金烏の城。朝廷の各施設の他、金烏の御所や後宮（赤烏の御所）、招陽宮、桜花宮など皇族らの御所が存在する。
大極殿
朝廷の正庁。高層建築物となっており、各階には朝廷各省の部署が入り、官吏らが政務をとる。最上階正面には金烏の玉座である高御座が置かれる。金烏の即位式や朝賀の会場となる。
紫宸殿
大極殿の奥にある広間。上段には金烏の御座所があり、金烏の出席する御前会議が行われる。
御所
金烏の居所。紫宸殿の奥にあり、生活の場である昼御座や寝室である夜御殿がある。
招陽宮
日嗣の御子（青烏）の御所。
桜花宮
桜の君や赤烏を選ぶ登殿の儀の舞台。主殿である藤花殿の他、四家の姫にそれぞれ与えられる、春殿、夏殿、秋殿、冬殿がある。
山内衆（やまうちしゅう）
宗家の近衛隊。養成所で上級武官候補として厳しい訓練がほどこされ、優秀な成績を収めたものだけが山内衆になることができる。
勁草院（けいそういん）
山内衆の養成所。
羽林天軍（うりんてんぐん）
北家当主が大将軍として君臨する、中央鎮護のために編まれた軍。「羽の林（はねのはやし）」とも呼ばれる。

## 既刊一覧

### 小説

#### 単行本
- 第一部
  - 第一巻『烏に単は似合わない』（2012年6月 文藝春秋 / 2014年6月 文春文庫）
  - 第二巻『烏は主を選ばない』（2013年7月 文藝春秋 / 2015年6月 文春文庫）
  - 第三巻『黄金（きん）の烏』（2014年7月 文藝春秋 / 2016年7月 文春文庫）
  - 第四巻『空棺の烏』（2015年7月 文藝春秋 / 2017年6月 文春文庫）
  - 第五巻『玉依姫』（2016年7月 文藝春秋 / 2018年5月 文春文庫）
  - 第六巻『弥栄の烏』（2017年7月 文藝春秋 / 2019年5月 文春文庫）
  - 外伝『烏百花 蛍の章』（2018年5月 文藝春秋 / 2020年9月 文春文庫）
- 第二部
  - 第一巻『楽園の烏』（2020年9月 文藝春秋 / 2022年10月 文春文庫）
  - 外伝『烏百花 白百合の章』（2021年4月 文藝春秋 / 2023年5月9日 文春文庫）
  - 第二巻『追憶の烏』（2021年8月 文藝春秋 / 2024年2月6日 文春文庫）
  - 第三巻『烏の緑羽』（2022年10月 文藝春秋）
  - 第四巻『望月の烏』（2024年2月22日 文藝春秋）
  - 第五巻『亡霊の烏』（2025年3月26日 文藝春秋）

#### 雑誌掲載作品
- 「しのぶひと 八咫烏シリーズ外伝」 - 『オール讀物』（2016年7月号）
- 「ふゆきにおもう 八咫烏外伝」 - 『オール讀物』（2017年1月号）
- 「すみのさくら 八咫烏外伝」 - 『オール讀物』（2017年7月号）
- 「まつばちりて 八咫烏外伝」 - 『オール讀物』（2018年1月号）
- 「あきのあやぎぬ 八咫烏外伝」 - 『オール讀物』（2018年6月号）
- 「ふゆのことら 八咫烏外伝」 - 『オール讀物』（2019年1月号）
- 「なつのゆうばえ 八咫烏外伝」 - 『オール讀物』（2019年6月号）
- 「はるのとこやみ　八咫烏外伝」 - 『オール讀物』（2020年1月号）
- 「ちはやのだんまり 八咫烏外伝」 - 『オール讀物』（2020年6月号）
- 「おにびさく 八咫烏外伝」 - 『オール讀物』（2021年1月号）

### 漫画
- 阿部智里（原作・監修）・松崎夏未（漫画）『烏に単は似合わない』講談社〈イブニングKC〉、全4巻
  1. 2018年11月14日発売[12][13]、ISBN 978-4-06-513467-2
    - 特装版（同日発売[14]）、ISBN 978-4-06-514108-3

  2. 2019年5月7日発売[15]、ISBN 978-4-06-515526-4
    - 特装版（同日発売[16]）、ISBN 978-4-06-516401-3

  3. 2019年10月9日発売[17]、ISBN 978-4-06-517267-4
  4. 2020年6月10日発売[18][19]、ISBN 978-4-06-519948-0
- 阿部智里（原作・監修）・松崎夏未（漫画）『烏は主を選ばない』講談社〈イブニングKC〉、既刊5巻（2024年2月22日現在）
  1. 2021年2月22日発売[20][21]、ISBN 978-4-06-522456-4
  2. 2021年8月23日発売[22]、ISBN 978-4-06-524420-3
  3. 2022年4月21日発売[23]、ISBN 978-4-06-527496-5
  4. 2023年2月21日発売[24]、ISBN 978-4-06-530279-8
  5. 2024年2月22日発売[25]、ISBN 978-4-06-534648-8

## テレビアニメ
『烏は主を選ばない』のタイトルで、2024年4月6日から9月21日までNHK総合にて放送された。同年7月20日より新章『黄金の烏』編の放送が始まる。

### スタッフ
- 原作 - 阿部智里[9]
- 監督 - 京極義昭[9]
- シリーズ構成・脚本 - 山室有紀子[9]
- キャラクターデザイン・総作画監督 - 乘田拓茂[9]
- デザイン原案・演出協力 - 松崎夏未[注 1]
- プロップデザイン - 田中孝弘
- 美術監督 - 松浦真治
- 美術設定 - 山田勝哉
- 色彩設計 - 古性史織
- 撮影監督 - 今泉志保
- 3D監督 - 伊藤香太郎
- 編集 - 小口理菜
- 音響監督 - 丹下雄二[9]
- 音響制作 - 磯部愛美
- 音楽 - 瀬川英史[9]
- プロデューサー - 加藤友梨
- アニメーションプロデューサー - 堀田哲史
- 制作統括 - 坂田淳、木學卓子
- アニメーション制作 - ぴえろ[9]
- 制作・著作 - NHK、NHKエンタープライズ、ぴえろ[9]

### 主題歌
「poi」
Saucy Dogによるオープニングテーマ。作詞は石原慎也、作曲・編曲はSaucy Dog。
「とこしえ」
志方あきこによるエンディングテーマ。作詞・作曲は志方あきこ。

### 各話リスト
| 話数   | サブタイトル       | 演出     | 作画監督                                         | 初放送日      |
| ------ | ------------------ | -------- | ------------------------------------------------ | ------------- |
| 第1話  | 場違いな姫君       | 京極義昭 | 今木宏明 永川桃子                                | 2024年 4月6日 |
| 第2話  | ぼんくら次男       | 児谷直樹 | 今木宏明 永川桃子 ムラオミノル 近藤優次 松本朋之 | 4月13日       |
| 第3話  | 真の金烏           | 川面真也 | ムラオミノル 鈴木由佳 今木宏明                   | 4月20日       |
| 第4話  | 御前会議           | 児谷直樹 | 永川桃子 星野玲香 近藤優次 松本朋之 今木宏明     | 4月27日       |
| 第5話  | 粛清               | 古川順康 | ムラオミノル 朱世杰 鈴木由佳 今木宏明            | 5月4日        |
| 第6話  | 七夕の誘い         | 川面真也 | 永川桃子 近藤優次 松本朋之 今木宏明              | 5月11日       |
| 第7話  | 転落               | 加藤敏幸 | 清水恵蔵 ムラオミノル 近藤優次 松本朋之 今木宏明 | 5月18日       |
| 第8話  | 侵入者             | 古川順康 | 永川桃子 近藤優次 松本朋之 星野玲香              | 5月25日       |
| 第9話  | 烏太夫             | 鈴木薫   | 清水恵蔵 今木宏明                                | 6月1日        |
| 第10話 | 若宮暗殺           | 影山楙倫 | ムラオミノル 近藤優次 松本朋之 星野玲香          | 6月8日        |
| 第11話 | 忠臣               | 古川順康 | 永川桃子 ムラオミノル 今木宏明                   | 6月15日       |
| 第12話 | 后選び             | 鈴木薫   | 清水恵蔵 朱世杰 星野玲香                         | 6月22日       |
| 第13話 | 烏に単は似合わない | 児谷直樹 | 永川桃子 朱世杰 今木宏明                         | 6月29日       |
| 第14話 | 禁断の薬           | 加藤敏幸 | ムラオミノル 近藤優次 松本朋之 津幡佳明 星野玲香 | 7月20日       |
| 第15話 | 生き残った少女     | 影山楙倫 | 清水恵蔵 永川桃子 近藤優次 松本朋之 今木宏明     | 8月17日       |
| 第16話 | 藤の矢             | 児谷直樹 | 永川桃子 ムラオミノル 星野玲香                   | 8月24日       |
| 第17話 | 地下街の王         | 川面真也 | 永川桃子 清水恵蔵 朱世杰 津幡佳明 今木宏明       | 8月31日       |
| 第18話 | 外界               | 鈴木薫   | 永川桃子 ムラオミノル 星野玲香                   | 9月7日        |
| 第19話 | 涸れ井戸           | 影山楙倫 | ムラオミノル 清水恵蔵 朱世杰 津幡佳明 今木宏明   | 9月14日       |
| 第20話 | 黄金の烏           | 京極義昭 | 永川桃子 ムラオミノル 清水恵蔵 朱世杰 星野玲香   | 9月21日       |

### 放送局
| 放送期間               | 放送時間               | 放送局  | 対象地域 | 備考 |
| ---------------------- | ---------------------- | ------- | -------- | ---- |
| 2024年4月6日 - 9月21日 | 土曜 23:45 - 日曜 0:10 | NHK総合 | 日本全域 |      |

| 配信開始日    | 配信時間        | 配信サイト |
| ------------- | --------------- | --- |
| 2024年4月10日 | 水曜 12:00 更新 | FOD dアニメストア （本店・for Prime Video） バンダイチャンネル Hulu U-NEXT アニメ放題 Lemino アニメタイムズチャンネル Amazon Prime Video DMM TV |
| 2024年4月11日 | 木曜 0:00 更新  | J:COM STREAM みるプラス TELASA |

### BD
2025年3月26日にフロンティアワークスからBD-BOXが発売。
|     | 発売日        | 収録話         | 規格品番  |
| --- | ------------- | -------------- | --------- |
| BOX | 2025年3月26日 | 第1話 - 第20話 | FFXN-9008 |